# Клавішні музичні інструменти

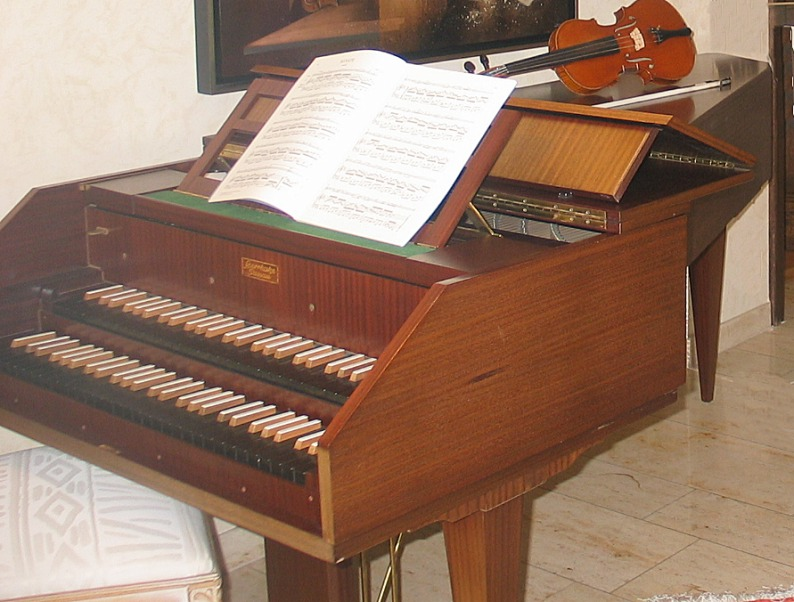
Клавесин

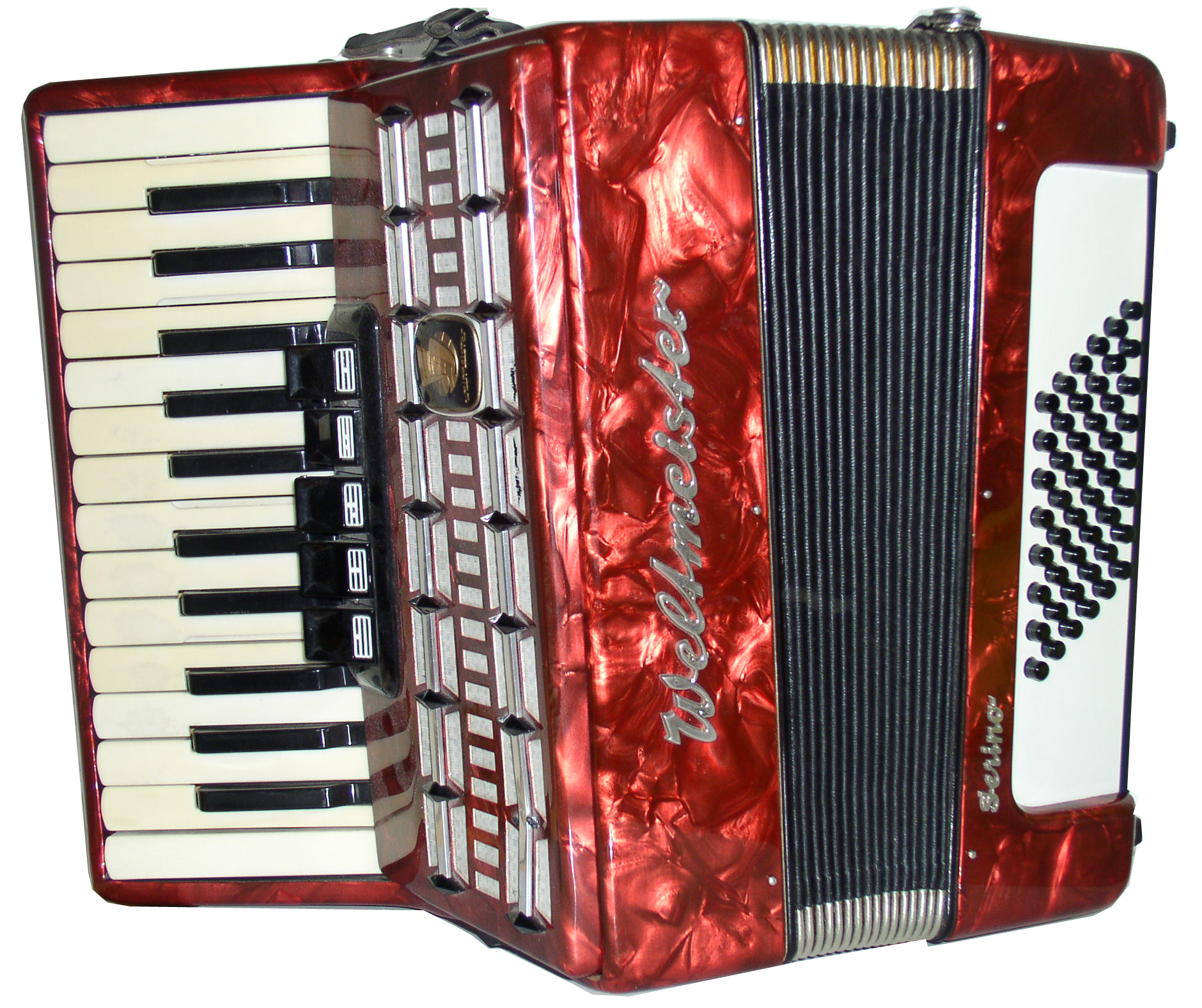
Акордеон

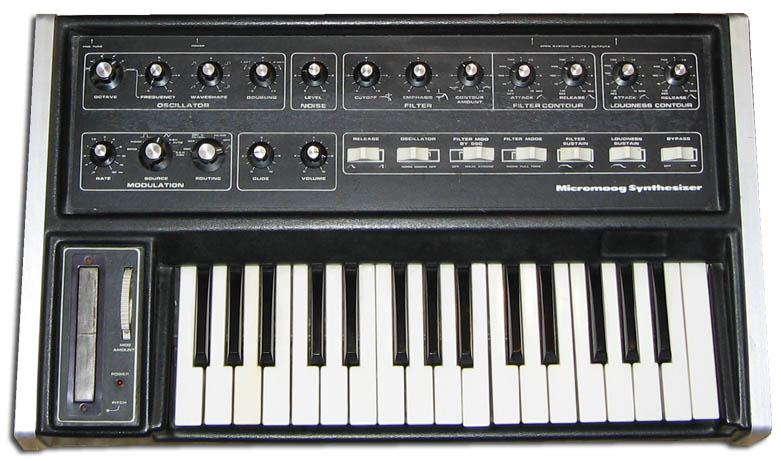
Синтезатор Micromoog

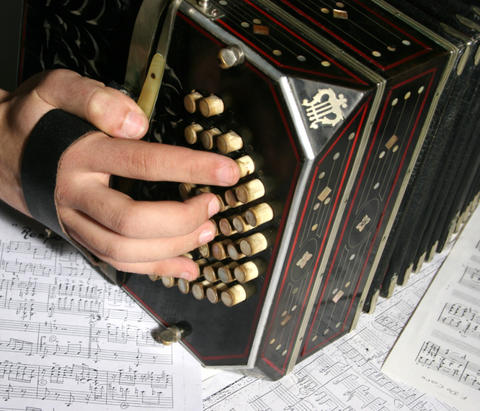
Бандонеон

Кла́вішні музи́чні інструме́нти — інструменти, звук у яких видобувається за допомогою важелів — клавіш, розташованих у певному порядку, що складають клавіатуру. Стосовно старовинної музики, все різноманіття клавішних інструментів іноді називають одним словом «клавір» (наприклад, Добре темперований клавір Й. С. Баха). Стосовно сучасної поп- і рок-музики використовують спрощений термін — «клавіші», при цьому виконавця на клаівшних називають клавішником.

## Види клавішних музичних інструментів
За способом видобування звуків клавішні музичні інструменти поділяються на такі групи:
- Ударно-клавішні (стародавній клавікорд, сучасне фортепіано) і щипково-клавішні (клавесин і його різновиди) струнні інструменти
- Пневматичні клавішні духові інструменти (орган і його різновиди)
- Пневматичні клавішні язичкові інструменти (фісгармонія, баян, акордеон)
- Ударно-клавішні пластинкові інструменти (дзвіночки, челеста)
- Електронні клавішні музичні інструменти (синтезатори, електроорган)

## Типи клавіатур
Клавіатури можуть бути статичними й динамічними. При грі на динамічній клавіатурі можна впливати на гучність (на синтезаторах — також і на інші параметри звуку) силою натискання клавіші. Статична клавіатура лише фіксує момент натискання та відпускання клавіші, при цьому гучність звуку регулюється іншими засобами.
Клавіатура органа й акордеона статична, клавіатура фортепіано — динамічна. В електронних клавішних інструментах можливі обидва варіанти.

## Історія виникнення клавішних інструментів
Клавішні інструменти існували ще в Середньовіччі. Орган, найстаріший з них, — це духовий клавішний інструмент (у нього немає струн, а є безліч труб), і він не є безпосереднім родичем фортепіано.
Перший клавішний інструмент, у якого були струни, — клавікорд. Він з'явився в Пізньому Середньовіччі, хоча ніхто не знає, коли саме. Клавікорд мав будову, схожу на будову сучасного фортепіано. Проте його звук був дуже м'яким і тихим для того, щоб на ньому можна було грати перед великою кількістю людей. Клавікорд, бувши набагато меншим за розміром і простішим, ніж його родич клавесин, був достатньо популярним домашнім інструментом, і його напевно можна було знайти в будинках композиторів епохи бароко, включаючи Баха.
Клавікорд мав дуже просту будову. При натисненні на клавішу маленький мідний квадратик під назвою тангент ударяв струну. В той же час піднятий демпфер дозволяв струні вібрувати. У клавікорда було по одній струні на кожну клавішу, тоді як у сучасного фортепіано на кожну клавішу буває до трьох струн. Бувши дуже тихим інструментом, клавікорд все ж таки дозволяв робити крещендо й дімінуендо.
Інший клавішний інструмент — клавесин — найпевніше, був винайдений в Італії в XV столітті. В даному випадку звук добувався пташиними пір'їнками або шматочками шкіри (на зразок медіатора). До того ж струни клавесина розташовані паралельно клавішам, як у сучасного рояля, а не перпендикулярно, як у клавікорда і сучасного піаніно. Звук клавесина — досить слабкий, не дуже-то придатний для виконання музики у великих залах. У п'єси для клавесина композитори вставляли безліч мелізмів (прикрас) для того, щоб довгі ноти могли звучати достатньо протяжно. Зазвичай клавесин використовувався для акомпанементу.
Третій вид струнно-клавішного інструменту, на якому грали в XV, XVI і XVII століттях, — це спінет. По суті спінет — це маленький клавесин з однією або двома клавіатурами розміром в чотири октави. Він як правило був багато декорований і тому був такою ж прикрасою будинку, як і красиві меблі.
На рубежі XVIII століття композитори і музиканти стали гостро відчувати потребу в новому клавішному інструменті, який не поступався б по виразності скрипці. Більше того, був необхідний інструмент з великим динамічним діапазоном, здатним на громове фортіссімо, ніжне піаніссімо і якнайтонші динамічні переходи.
Ці мрії стали реальністю, коли в 1709 році італієць Бартоломео Крістофорі, що займався музичними інструментами сімейства Медічі, винайшов перше фортепіано. Він назвав свій винахід «Gravicembalo col piano e forte», що означає «клавішний інструмент, що грає ніжно і голосно». Ця назва потім була скорочена, і з'явилося слово «фортепіано». Трохи пізніше подібні інструменти були створені вчителем музики з Німеччини Крістофором Готлібом Шретером (1717 р.) і французом Жаном Маріусом (1716 р.).
Фортепіано Крістофорі було дуже простим. Воно складалося з клавіш, повстяного молоточка і спеціального «повертача». У такого фортепіано не було ні демпферів, ні педалей. Удар по клавіші примушував молоток ударяти по струні, викликаючи її вібрацію, зовсім не схожу на вібрацію струн у клавесина або клавікорда. Повертач дозволяв молоточку йти назад, а не залишатися притиснутим до струни, що заглушало б її вібрацію. Пізніше була винайдена подвійна репетиція, що дозволила молоточку опускатися наполовину, що дуже допомагало у виконанні трелей і нот, що швидко повторювалися.